# Stéréotype du nez juif

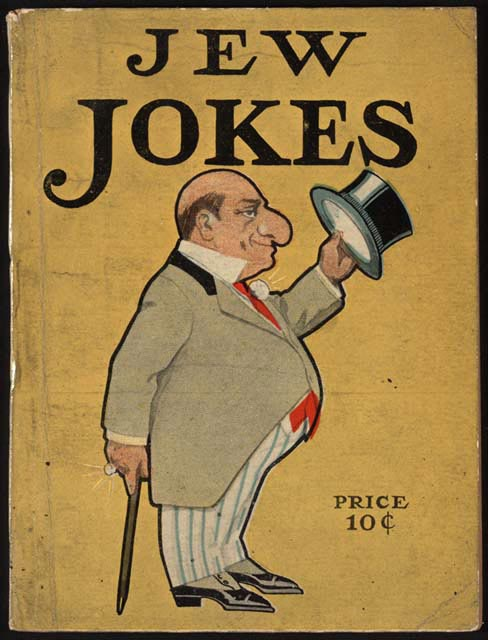
Un homme avec un « nez juif » sur la couverture d'un recueil de blagues antisémites (1908).

Le nez juif est un stéréotype ethnique antisémite qui fait référence à un nez crochu avec une arête nasale convexe et une pointe du nez tournée vers le bas. Le « nez juif » est une caricature hostile aux Juifs en Europe depuis le milieu du XIIIe siècle. Ce mythe atteint son apogée avec la propagande nazie et ses théories pseudoscientifiques.
Il est généralement admis que le « nez juif » n'existe pas au sens où ce nez, tel que constitué par le stéréotype, n'est pas spécifique à tel ou tel groupe humain, il n'est pas plus fréquent chez des juifs que chez des non-juifs. Selon les régions, les formes de nez historiquement varient et les populations juives présentent la même diversité anatomique que les autres populations.

## Le mythe du «nez juif» dans l'histoire

### Moyen Âge
L'historienne de l'art Sarah Lipton retrace l'association d'un nez crochu avec les Juifs au XIIe siècle. Avant cette époque, les Juifs dans l'iconographie ne présentaient aucun trait facial spécifique. Les textes chrétiens n'évoquaient pas non plus les Juifs comme dotés d'un physique particulier. Au XIIe siècle se développent de nouvelles représentations du Christ supplicié. Dans les plus anciens exemples de cette iconographie « moderne », on retrouve un coffret émaillé de 1170, exposé au Louvre, qui montre un Juif qui détourne le regard du Christ en croix, avec un nez particulièrement volumineux.
Le nez proéminent sert principalement à diriger l’attention sur l’angle de la tête du Juif, qui se détourne ostensiblement du spectacle du Christ en croix, et un lien s’établit entre le regard mal orienté et l’anomalie physique du personnage.
Selon Sarah Lipton, les opposants aux nouvelles images de la Passion sont assimilés à ce Juif caricatural et insensible à la souffrance du Christ.
De plus, à la fin du XIIIe siècle, les peintres adoptent un style plus réaliste et portent une plus grande attention à la physionomie, ce qui aurait favorisé la formation de signes visuels d'appartenance ethnique. Auparavant les artistes attribuaient aux Juifs des traits variés ; au XIIIe siècle cette diversité s'est réduite, les Juifs ont pris dans l'iconographie chrétienne un seul visage « à la fois grotesque et naturaliste ; la caricature juive au nez crochu et à la barbe pointue était née ».
Associé aux Juifs au XIIIe siècle, le stéréotype du nez crochu ne s'est fermement établi dans l'imaginaire européen, toutefois, que quelques siècles plus tard.

### XVIIesiècle
L'une des premières utilisations littéraires du stéréotype est un poème intitulé A un hombre de gran nariz (À un homme avec un gros nez) de Francisco de Quevedo, écrit contre son rival en poésie, Luis de Góngora. Le but de l'auteur dans ce sonnet est de se moquer de son rival en suggérant que son grand nez était la preuve qu'il n'était pas un « Espagnol de sang pur », mais le descendant de conversos, des Juifs qui s'étaient convertis au catholicisme pour éviter l'expulsion. En particulier, la référence à una nariz sayón y escriba (espagnol pour un nez saillant et scribe) associe un tel nez aux pharisiens et aux scribes responsables de la mort du Christ selon le Nouveau Testament.
Dans son Histoire des Indes (1653), Francisco López de Gómara a soutenu la thèse selon laquelle la population indigène des Amériques devait descendre des Israélites, en se fondant sur l'affirmation antérieure d'une décennie, d'Antonio de Montezinos / Aharon Levi, selon lequel les premiers habitants des Amériques étaient des descendants des tribus perdues d'Israël, en arguant de la taille de leur nez.

### Racisme scientifique:XVIIIe-XXesiècles

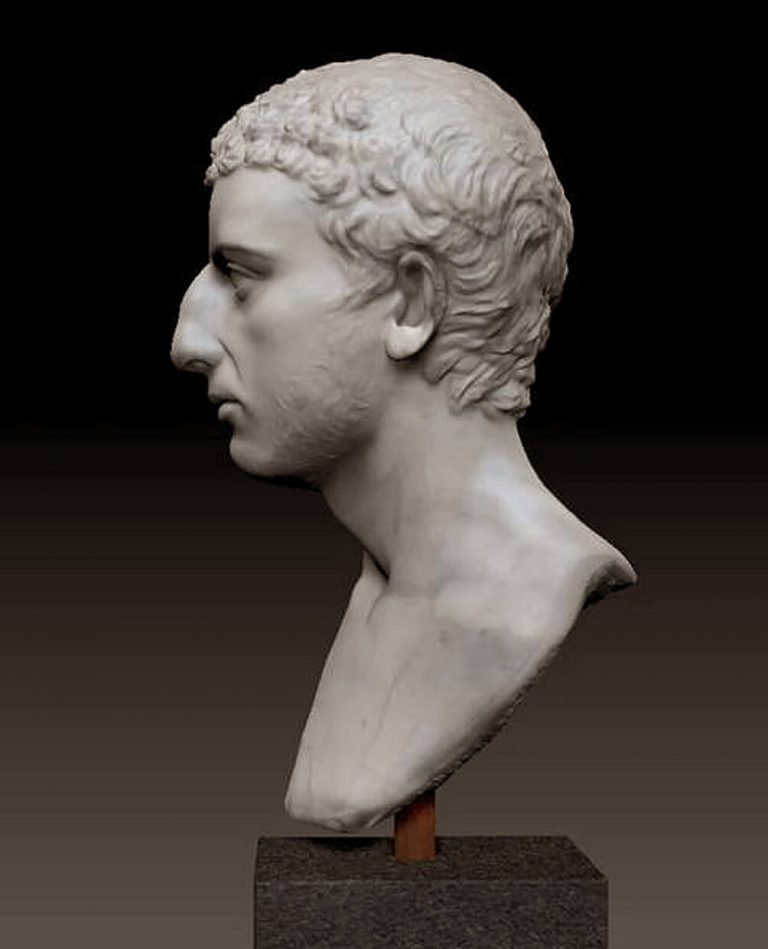
Un buste romain au nez de faucon identifié à tort au début du XXe siècle comme étant celui de l'historien romain juif Flavius Josèphe, identification fondée uniquement sur des stéréotypes sur le nez juif. Pourtant, les Hébreux dans l'art ancien du Proche-Orient, comme d'autres peuples, les Cananéens par exemple, qui vivaient à l'ouest de l'empire assyrien, sont représentés avec un nez droit et saillant. La recherche actuelle rejette définitivement cette identification à Josèphe.

Selon un des « fantasmes » du racisme scientifique européen entre la fin du XVIIIe siècle et les premières décennies du XXe siècle, les Juifs seraient identifiables en fonction de critères physiologiques, notamment le nez,.
À la fin du XVIIIe siècle, l’anatomiste hollandais Petrus Camper définit les canons de beauté du visage en se fondant sur l’angle facial et sur l’index nasal (ligne qui va de la ligne du front à la lèvre supérieure). Les groupes humains qu'il juge les moins beaux selon ses critères anatomiques sont les Africains et les Juifs. Petrus Camper insiste sur le nez supposé typique de ces deux groupes. Il identifie une forme « africaine » et une forme « juive » de nez distinctes, cependant, c'est le nez qui distingue ces deux « nations » (selon ses termes), et qui les apparente l'une à l'autre. Petrus Camper adopte à l'égard des Juifs une approche essentialiste, qui suppose que les Juifs se ressemblent entre eux au moins par leur nez et portent des traits caractéristiques dès leur naissance.
Un essai populaire de 1848 Notes sur le nez écrit par l'avocat George Jabet sous le pseudonyme d'Eden Warwick offre une description assez différente et précise selon laquelle ce nez, généralement identifié comme juif, doit être défini en réalité comme un « nez syrien ». Il écrit qu'il est « très convexe, et conserve sa convexité comme un arc, sur toute la longueur depuis les yeux jusqu'à la pointe. Ce nez est fin et pointu ». (Jabet se vantait de son manque de connexion avec les idées des autres et condamnait les preuves scientifiques).
En 1850, Robert Knox, un anatomiste britannique décrit le supposé nez juif, dans un ouvrage de théorisation du racisme, Races of Man, comme « un nez large, massif, en forme de massue et crochu ».
Le physionomiste allemand Carl Huter forge le concept de « psycho-physionomie » et en 1904, définit plusieurs types de nez. Il établit des corrélations entre l'apparence physique et la psychologie ; il présente le nez juif comme « socialement dangereux ».
Des savants juifs s'efforcent de réfuter le discours scientifique dominant. Ainsi, au début du XXe siècle, Joseph Jacobs et Maurice Fishberg dans la Jewish Encyclopedia (1901-1905), produisent des statistiques dans l'article Nez et affirment que, contrairement au stéréotype, le nez « juif » se retrouve avec la même fréquence chez les personnes d'origine juive ou non, dans la région méditerranéenne en général. En 1914, Fishberg examine le nez de 4 000 personnes juives à New York et conclut qu'il n'y avait pas de différence avec la population non-juive ; seules 14 % des personnes juives examinées avaient un « grand nez ».
En 1906, Felix von Luschan, médecin et ethnographe autrichien, suggère que le « nez juif » est une conséquence d'un mélange avec les Hittites en Asie Mineure, notant que d'autres « races de sang hittite », comme les Arméniens, ont le même nez.
Un autre anatomiste, Jerome Webster, l'a décrit en 1914 comme ayant « une très légère bosse, un peu large près de la pointe et la pointe se penche ».
En 1928, Hans Leicher, otorhinolaryngologiste allemand et professeur d'université, publie une étude sur les enfants de couples mixtes (de parents juifs et non-juifs) où il affirme que ces enfants conservent un nez juif ; il voit ainsi dans le nez « un symptôme génétique de la judaïté ». Dans les représentations médicales des premières décennies du XXe siècle, le nez remplace la peau supposément basanée des juifs comme signe « distinctif »,.
Dans les années 1930, l'anthropologue français George Montandon, après avoir affirmé « l'infériorité de la race noire », développe concernant les Juifs une anthropologie singulière. Il déclare en 1935 dans un chapitre de L'Ethnie française intitulé La composante judaïque en France, qu'il n’existe pas de race juive, mais « un type racial juif », qui permettrait d'identifier physiquement les Juifs, notamment par leur nez, ainsi que par leurs lèvres, leurs yeux, leurs cheveux. Dans cet ouvrage de 1935, Montandon parle d'une « ethnie juive », plutôt que d'une « race juive ». Selon Joseph Billig (1974), l'ethnie telle que l'entend George Montandon correspond à l'« entité populaire » ou « Volkstum » qui servit de fondement aux mesures raciales nazies. D'après l'historienne Carole Reynaud-Paligot (2010), spécialiste de l'histoire de la racialisation, l'antisémitisme « scientifique » de G. Montandon, n'était pas manifeste en 1935 mais s'est dévoilé tout à fait ouvertement dès 1938.

## Caricature

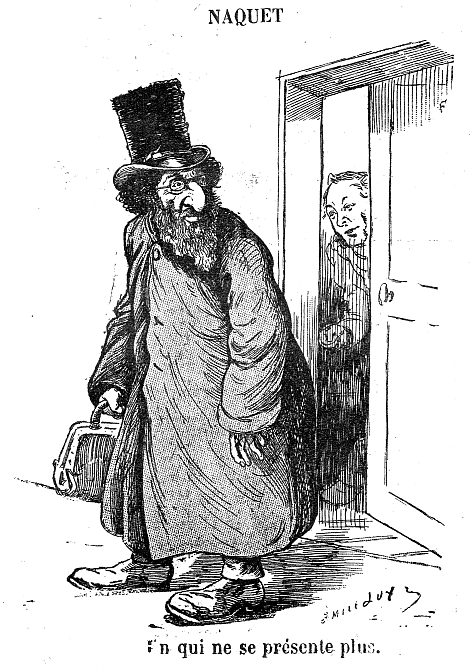
Caricature antisémite d'Alfred Naquet publiée dans La Libre Parole, journal du polémiste antidreyfusard Édouard Drumont, le 12 août 1893, représentant l'homme politique avec le nez juif crochu et les yeux perçants derrière les lunettes associées à la fourberie.

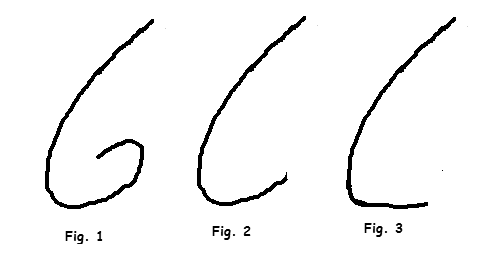
L'explication de Joseph Jacobs concernant la caricature d'un nez juif

Au milieu du XIXe siècle, le folkloriste juif Joseph Jacobs écrit : « Une curieuse expérience illustre cette importance de la narine dans la fabrication de l'expression considérée comme typiquement juive. Les artistes nous disent que la meilleure façon de faire une caricature du nez juif est d'écrire un chiffre 6 avec une longue queue (Fig. 1) ; supprimez maintenant le tour de la torsion comme dans la figure 2, et une grande partie de la judéité disparaît ; il disparaît entièrement lorsque nous dessinons la continuation horizontalement comme dans la figure 3. On peut donc conclure, en ce qui concerne le nez juif, que c'est plus la narine juive que le nez lui-même qui va former l'expression juive caractéristique ».

## Propagande politique
Le nez crochu est devenu un élément clé de la propagande antisémite nazie. « On peut plus facilement reconnaître un Juif par son nez », a écrit le propagandiste nazi Julius Streicher dans une histoire pour enfants. « Le nez juif est courbé en sa pointe. Il ressemble au numéro six. Nous l'appelons les « six juifs ». De nombreux Gentils ont aussi le nez courbé. Mais leur nez se penche vers le haut, pas vers le bas. Un tel nez est un nez crochu ou un nez d'aigle. Ce n'est pas du tout comme un nez juif ».

## Réactions des Juifs

### Du début duXXesiècleaux années 1960
Selon l'historien Sander L. Gilman, « l'image du « nez juif affligeant » est puissante », elle conduit des juifs à se faire opérer pour se conformer aux normes sociales dominantes et pour s'invisibiliser eux-mêmes. « Dans le Berlin d'avant-guerre, où la notion moderne du nez a été développée pour la première fois, les Juifs ont cherché  à cacher leur identité ethnique » souligne également l'écrivain Naomi Zeveloff. Le « père de la rhinoplastie moderne », qui a lancé dès 1898 la mode de la chirurgie nasale, est Jacques Joseph, un chirurgien juif allemand, qui a compté parmi ses premiers clients un nombre important de Juifs désireux de « se faire passer pour des Gentils à Berlin », selon l'expression de N. Zeveloff.

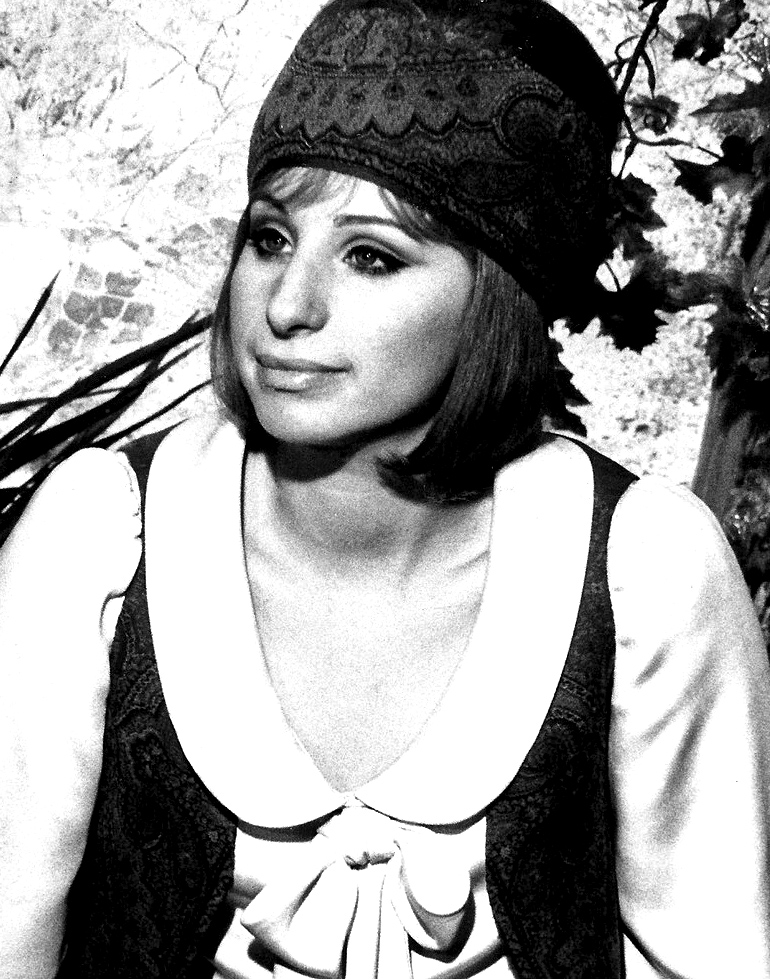
Barbra Streisand dans Par temps clair, vous pouvez voir pour toujours (1970)

Aux États-Unis aussi, de nombreuses actrices de cinéma juives américaines des années 1920 à 1950 se sont fait opérer pour réduire leur nez. « Changer de nom est pour les hommes juifs ce que se refaire le nez est pour les femmes juives, une façon de se faire passer pour une non-juive », écrit l'historienne du cinéma Patricia Erens. Fanny Brice est une de ces actrices qui a subi une intervention chirurgicale ; la commentatrice Dorothy Parker a déclaré à son sujet qu'elle « s'est coupé le nez pour cacher sa race ». Selon Erens, Barbra Streisand a mis un terme à cette mode :  le nez de B. Streisand est une signature. Streisand déclare au magazine Playboy en 1977 : « Quand j'étais jeune, tout le monde disait : 'Tu vas te faire refaire le nez ?' C'était comme une mode, toutes les filles juives se faisant faire le nez chaque semaine au lycée Erasmus Hall, prenant des nez parfaitement bons et les réduisant à néant. La première chose qu'une autre aurait faite aurait été de se couper la bosse. Mais je l'aime, je ne la couperais pas »,. « Alors que les Juifs se sont assimilés au courant dominant américain dans les années 1950 et 1960, les rhinoplasties sont devenues un rite de passage pour les adolescents juifs qui voulaient un look plus aryen », a écrit Zeveloff.

### Dès les années 1970
Les réactions évoluent dès la fin des années 1960, au moment où des campagnes de « fierté ethnique » se développent donnant lieu par exemple à la formule Black is beautiful (le noir est beau). Les normes dictées par les Blancs non racisés se sont affaiblies - sans avoir pour autant disparu. Il est devenu plus facile d'assumer un nez qui ne correspond pas au modèle occidental dominant.
Selon l'historienne du corps Sharrona Pearl (en), en réaction au stéréotype antisémite, « de nombreux Juifs ont adopté avec fierté le mythe du nez juif comme moyen de revendiquer une identité particulière et de rendre public et visible leur statut de minorité ». B. Shrank parle d'une « réhabilitation » du grand nez parmi les juifs ; l'attitude générale envers ce trait physique, autrefois principalement négative, est devenue surtout positive avec le temps.
En 2014, le nombre d'opérations de rhinoplastie avait diminué de 44 % ; « dans de nombreux cas, la procédure a peu d'incidence sur […] l'identité religieuse ».

## Dans la culture
Le Juif de Malte de Christopher Marlowe (1589) met en scène un personnage juif représenté de manière hostile et antisémite ; l'acteur qui jouait le rôle portait un gros nez artificiel caricatural.
Shakespeare a campé dans Le Marchand de Venise (1596) un personnage d'usurier juif, Shylock ; le texte de Shakespeare ne mentionne pas le nez, mais l'acteur jouait le rôle avec un nez artificiel volumineux.
Au tout début du XXe siècle, le cinéma américain (cinéma muet) abonde en « personnages juifs typés » qui « reprennent à l’écran les stéréotypes traditionnels du théâtre ou de la littérature européenne (Shylock du Marchand de Venise, Fagin d’après Oliver Twist de Dickens, Rebecca et son père dans Ivanhoé de Walter Scott). De très nombreux personnages sont prêteurs sur gages plus ou moins rapaces, vêtus de sombre avec un nez crochu, d’autres sont adaptés au contexte américain ».
Dans la littérature et le cinéma américains, le nez juif a été une caractéristique déterminante - pour le meilleur ou pour le pire - de l'identité juive américaine. « Le nez est […] un symbole physique de l'altérité, définitivement pour les Juifs, comme le notent Philip Roth et d'autres artistes », écrit le critique littéraire Roy Goldblatt. Gros nez pour les juifs, petits nez pour les non-juifs, et l'apparition fréquente de la rhinoplastie « comme instrument de (tentative) d'américanisation » apparaissent dans la littérature juive comme montrant « la signification particulière attachée au nez comme facteur marquant l'altérité de la vie. Juifs - historiquement, dans la presse écrite, sur scène et à l'écran », écrit Goldblatt.
Goldblatt cite de nombreux exemples d'écrivains discutant du nez juif. « Goyim » (non-juifs), écrit Philip Roth dans Portnoy's Complaint, « sont les gens pour qui Nat 'King' Cole chante chaque Noël, Chestnuts roting on an open fire, Jack Frost nipping at your nose […] » Non, non, ce sont les nez dont il parle. Pas son nez plat et noir ou mon long bosselé, mais ces petites merveilles sans pont dont les narines pointent automatiquement vers le nord à la naissance ».
Bernice Schrank note que les attitudes juives envers le nez juif sont passées de négatives dans les années 1950 à positives aujourd'hui. « Le passage de l'inacceptabilité à l'acceptabilité est basé sur une remise en question de plus en plus réussie du mythe américain de l'identité du creuset par la politique de la différence ethnique ».